# Улица Гузовского

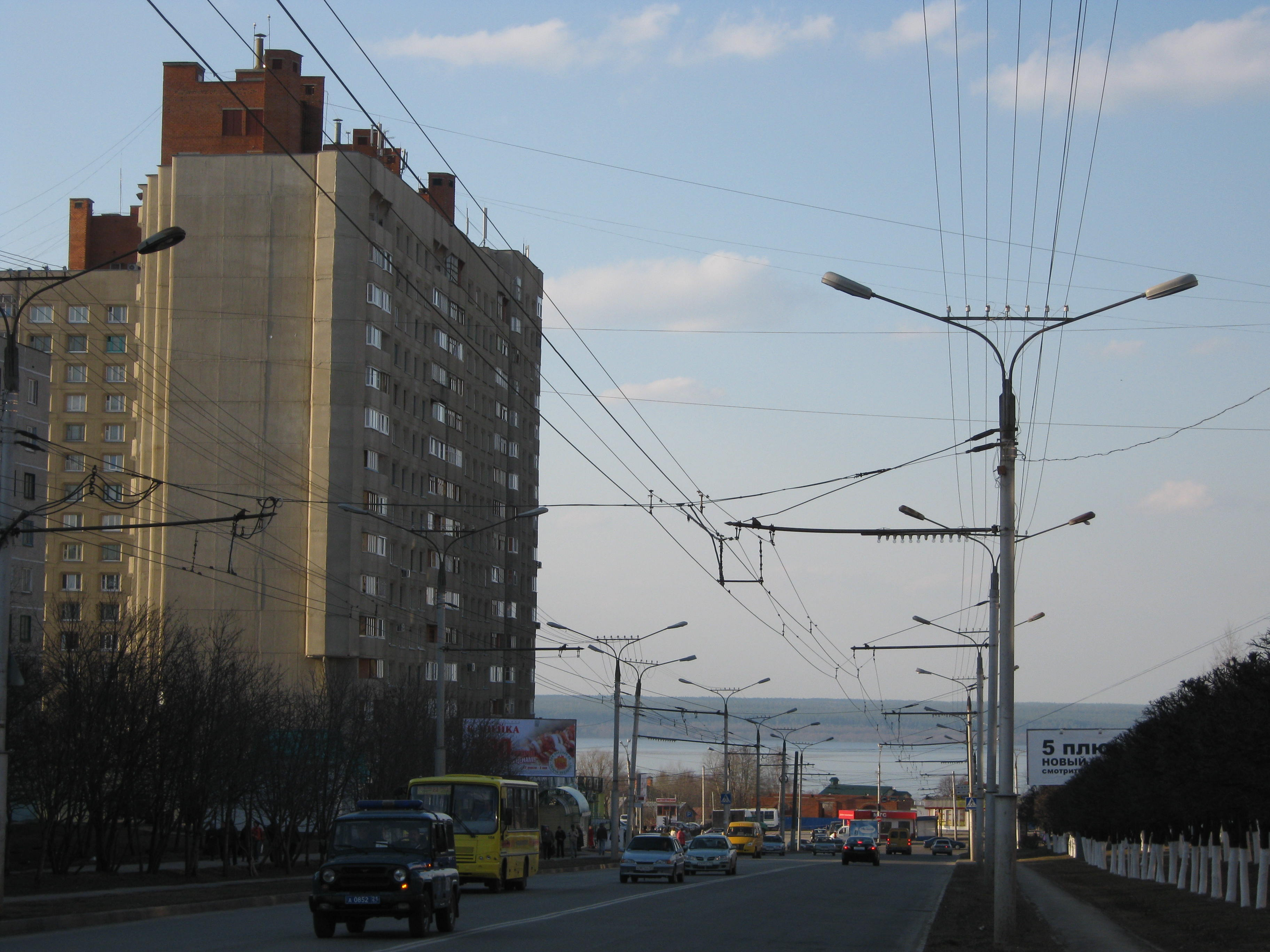
Вид улицы в сторону Волги

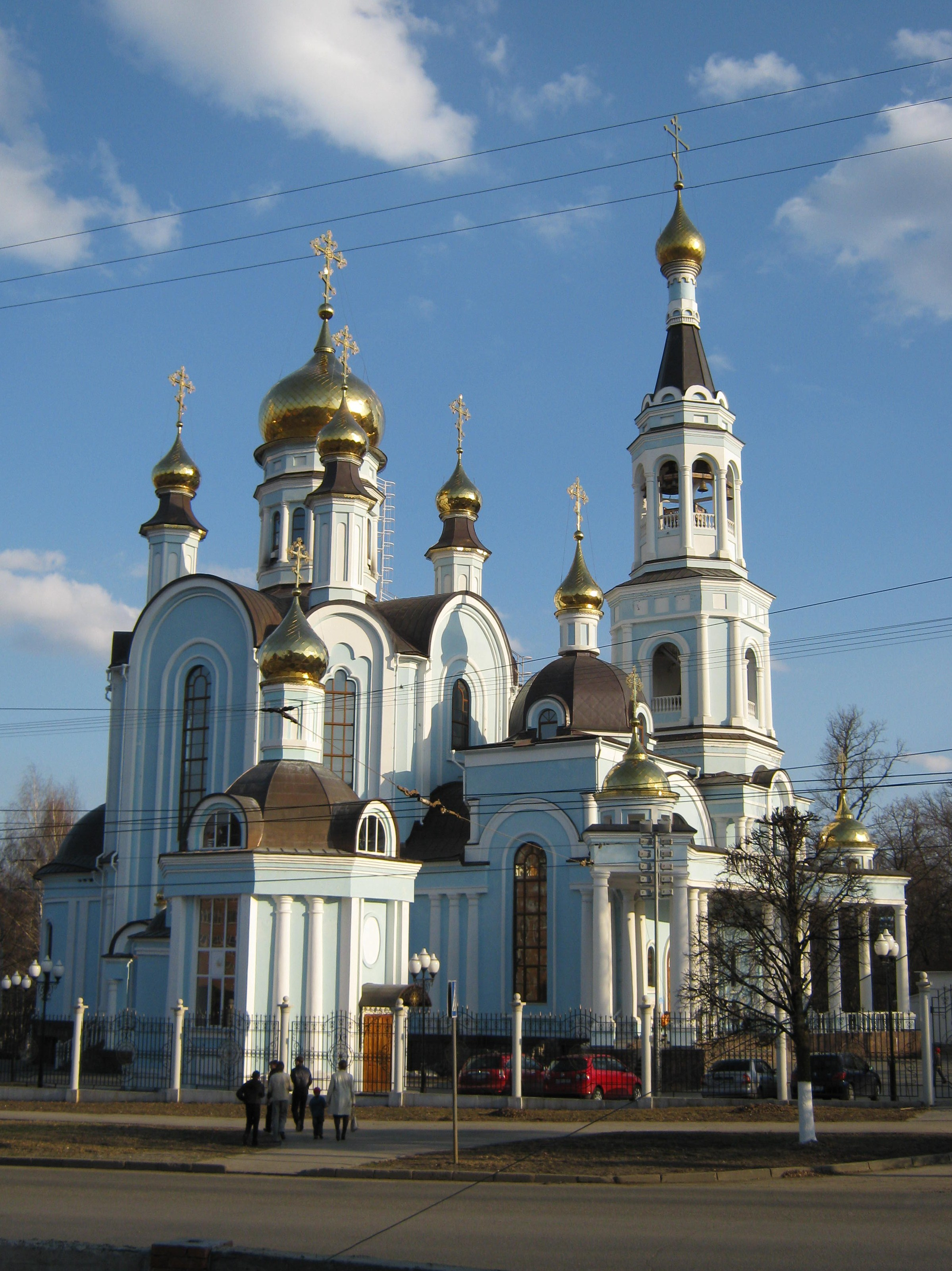
Покровско-Татианский собор находится на пересечении улиц Гузовского и Мичмана Павлова.

У́лица Гузо́вского (чув. Гузовский урамĕ) — улица в Московском районе города Чебоксары Чувашской Республики. Одна из улиц Северо-Западного микрорайона, большая авто- и электротранспортная магистраль. Соединяет проспекты Максима Горького и Московский.
В 1976 году Центральная гидрологическая экспедиция Госминвода Минздрава СССР близ улицы Гузовского пробурила первую скважину к подземному озеру, что стало основой для создания курортной зоны в северо-западном районе Чебоксар. На улице Гузовского были возведены одни из первых в Чебоксарах здания повышенной этажности — это 9—12-этажные дома. Здесь (в доме № 11) располагается Центральная городская библиотека им. Маяковского.

## Происхождение названия
Названа в 1965 году в честь лесовода — Бронислава Ильича Гузовского (1860—1914), за период работы которого было закультивировано 1150,2 га дубовых насаждений и описаны типы дубовых насаждений в Ильинском лесничестве. 

Улица Гузовского примыкает к дубовой роще, называемой в народе Берендеевский лес (роща Гузовского), в которой, как считается, есть посаженные Гузовским дубы. Дикие животные иногда выходят из леса на граничащую с ним улицу Гузовского.

## Здания и сооружения
Дома № 1—42
- № 3а — Детский сад № 97
- № 11 — Библиотека имени Маяковского[8]
- № 14 — отделение почтовой связи № 17
- № 16 — аптека № 110
- № 17 — отделение Сбербанка России, магазин «Пятёрочка»
- № 18а — детский сад № 52
- № 26 — социально-реабилитационный центр для несовершеннолетних г. Чебоксары
- № 28 — магазин «Природа»
- № 30 — торговый дом «Дюймовочка» (бывший магазин «Детские товары»)
- № 40 — магазин «Автозапчасти»

## Храмы и памятные места

Скульптурная композиция «Дерево жизни»

- На пересечении с улицей Мичмана Павлова располагается Покровско-Татианинский собор, закладной камень в основание которого освятил бывший Святейший Патриарх Московский и всея Руси Алексий II во время своего визита в 2001 году[15][16]. 25 июня 2010 года собор был посещён премьер-министром России Владимиром Путиным, который подарил собору икону Иоанна Предтечи XIX века[17].

- Напротив церкви — художественно-архитектурная композиция в честь Бронислава Ильича Гузовского, открытая 14 мая 2010 года[18].

- В мае 1989 года, в начале улицы, по центру кругового перекрёстка на пересечении с Московским проспектом, была установлена скульптурная композиция «Чебоксарцы едут в Москву» (автор — скульптор Ф. И. Мадуров), посвящённая воссоединению братских народов России и Чувашии. В 2005 году, в результате реконструкции Московского проспекта, скульптура была перенесена в парк 500-летия Чебоксар в 2016 году демонтирована, а место на круговом перекрёстке заняла другая композиция — «Дерево жизни»[19].

- В одном из домов (ул. Гузовского, 2) в небольшой квартире 12-этажного дома жил Афанасьев Илларион Афанасьевич (1905—1975), председатель Совета министров Чувашской АССР и ректор Воронежского сельхозинститута[20].

## Транспорт
- Автобус № 15[21]
- Троллейбус № 14, 17, 18, 22[22][23]
- Маршрутное такси № 12, 41, 7

## Смежные улицы
- Проспект Максима Горького
- Улица Мичмана Павлова
- Московский проспект
- Проспект Николая Никольского